# ميكيل بيشوف
ميكيل بيشوف (بالدنماركية: Mikkel Bischoff)‏ (3 فبراير 1982 في الدنمارك - ) هو لاعب كرة قدم دانمركي في مركز قلب الدفاع. شارك مع منتخب الدنمارك تحت 21 سنة لكرة القدم. أما مع النوادي، فقد لعب مع شيفيلد وينزداي وكوفنتري سيتي ومانشستر سيتي ونادي بروندبي ونادي لينغبي ووولفرهامبتون واندررز وAkademisk Boldklub ‏.

## وصلات خارجية
- ميكيل بيشوف على موقع قاعدة بيانات كرة القدم.إي يو (الإنجليزية)
- ميكيل بيشوف على موقع Soccerbase.com (لاعب) (الإنجليزية)
- ميكيل بيشوف على موقع عالم كرة القدم.نت (الإنجليزية)